# Silas Silvius Njiru
Silas Silvius Njiru (Kevote, 10 de octubre de 1928 - Rivoli, 28 de abril de 2020) fue un obispo católico de Kenia. 

## Biografía
Nació en Kenia y fue ordenado sacerdote en 1955. Se desempeñó como obispo titular de Maturba y obispo auxiliar de la diócesis de Meru, Kenia, en 1975 y 1976. Njiru luego sirvió como obispo de la diócesis de Meru de 1976 a 2004.

## Muerte
Murió a los noventa y un años el 28 de abril de 2020 en Rivoli, Piamonte, Italia, a causa de COVID-19.